# Braquage au féminin (film)
Pour les articles homonymes, voir Braquage au féminin.
Pour plus de détails, voir Fiche technique et Distribution.
Braquage au féminin (Beyond the City Limits) est un film américano-canadien réalisé par Gigi Gaston et sorti en 2001.

## Synopsis
Akotia et Yuri, petits gangsters russes, projettent un hold-up dans un casino avec la complicité de deux policiers, qui leur font défaut. Ils changent leurs plans et laissent tomber leurs petites amies qui, vexées, décident d'en faire autant par elle-même, aidées d'une tierce comparse. Mais rien ne se passe comme prévu.

## Fiche technique
- Titre : Braquage au féminin
- Titre original : Beyond the City Limits
- Autre titre anglais : Rip it Off
- Scénario : Christian Gudegast, Paul Horsun et John McMahon
- Production : Martin J. Barab, Joseph DePompeii, Lauda Flores, Peter Jay Klauser, Rick Fun Lee, Joey Nittolo, John Saviano, Matt Terzian, Justin Urbas pour American World Pictures (AWP) et Big Pictures Entertainment
- Musique : Billy White Acre
- Photographie : David Bridges
- Montage : Kristen Helsing et Jim Makiej
- Durée : 90 minutes
- Pays de production  :  États-Unis /  Canada
- Langue originale : anglais
- Couleur
- Classification :
  - USA : R (violence, érotisme, langage grossier et usage de drogue)
- Sortie directe en vidéo, DVD et VHS[Où ?]

## Distribution
- Jennifer Esposito : Helena Toretti
- Alyson Hannigan : Lexi
- Steve Harris : Troy
- Nastassja Kinski : Misha
- Brian McCardie (en) : Sergei Akotia
- Todd Field : Jack Toretti
- Michael Cole : le lieutenant Perry
- Alexis Denisof : Yuri
- Chris Ellis : l'inspecteur Hanson
- Marcos A. Ferraez : l'inspecteur Lomax
- Sophie B. Hawkins : Lucy Spatt